# Subherzyn
Als Subherzyne Senke oder Subherzyn wird in der Regionalgeologie Sachsen-Anhalts das Nördliche Harzvorland bezeichnet. Es wird begrenzt von der Harznordrandverwerfung im Süden, von der Flechtingen-Roßlauer Scholle im Norden sowie von der Halle-Wittenberg-Scholle im Osten. Nach Westen geht es in das tiefgehende Sedimentbecken der Mittelmeer-Mjösen-Zone über.
Die Subherzyne Senke bildet dabei im Bruchschollengebirge Sachsen-Anhalts eine Eintiefung im Westteil der Sächsisch-Thüringischen Scholle, die während der kimmerischen und alpidischen Gebirgsbildung verstellt wurde,  und in der vorwiegend mesozoische und jüngere Sedimentgesteine anstehen (insbesondere Buntsandstein, Muschelkalk und Keuper aus der Trias), Sedimente des Jura sowie kretazische (kreidezeitliche) Sedimente. In der östlich angrenzenden Halle-Wittenberg-Scholle kommen stattdessen permische bis karbonische Sedimente und Vulkanite vor, wohingegen im Harz und in der Flechtingen-Roßlauer Scholle Rotliegendsedimente sowie flächig die variskisch verfalteten paläozoischen Sedimente, Magmatite und teils Metamorphite anstehen.
Das Subherzyn gliedert sich durch zwei herzynisch (Westnordwest-Ostsüdost) streichende Verwerfungen in drei parallele Zonen: Die Weferlingen-Schönebecker Scholle, die Oschersleben-Bernburger Scholle und die Halberstadt-Blankenburger Scholle. Wie in weiten Teilen der Senken Sachsen-Anhalts kommen u. a. bei Staßfurt und Bernburg unterirdisch große Dome aus einer Serie von u. a. Kalisalz und Steinsalz des Zechsteins vor, die bis in die Gegenwart in Bergwerken abgebaut werden.

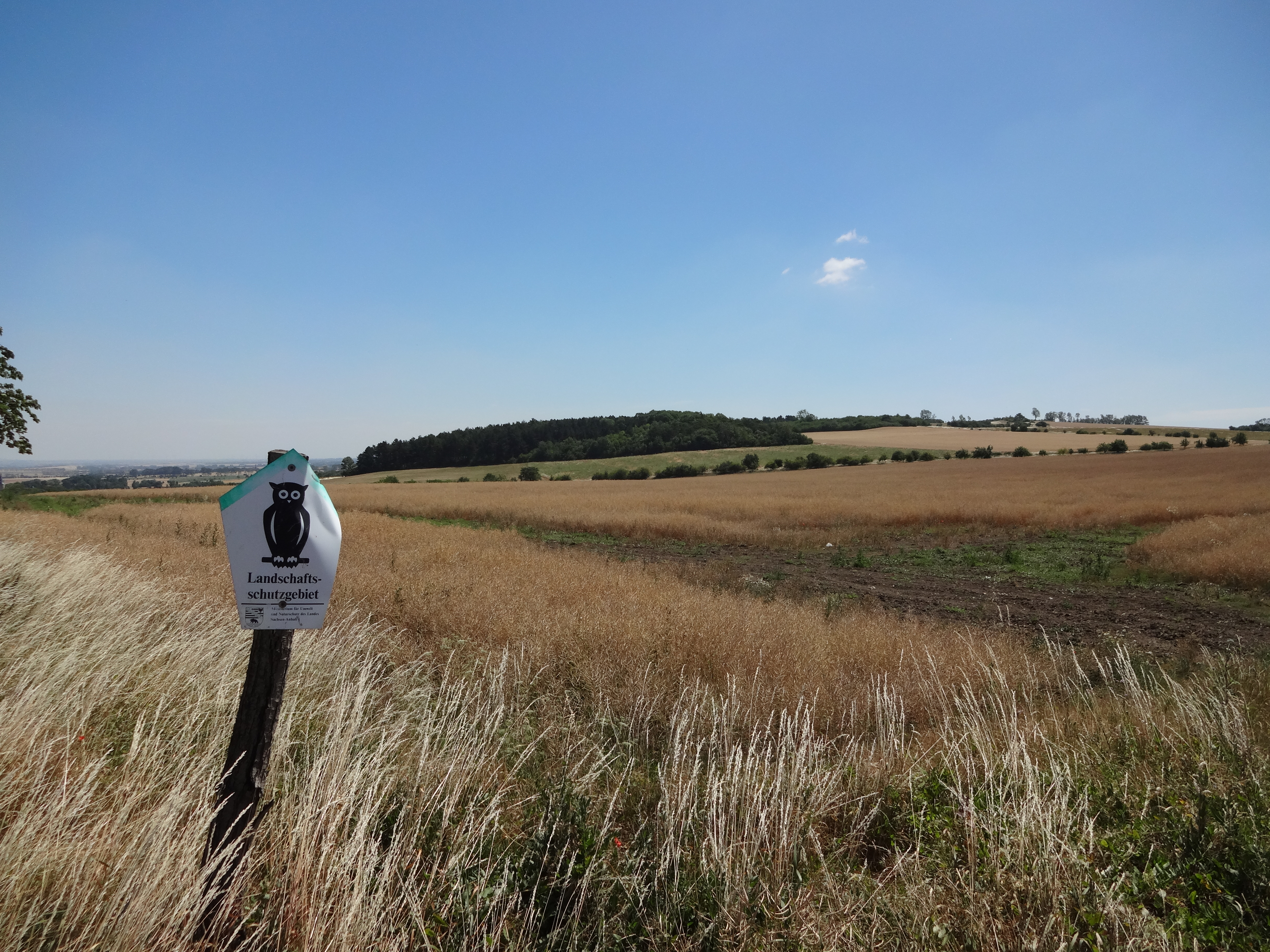
Typisches Landschaftsbild im Subherzyn

Geographisch und quartärgeologisch wird das Subherzyn vom Schwarzerdegebiet der Magdeburger Börde bedeckt, das vom Flusssystem der Bode entwässert wird, vorwiegend ländlich besiedelt ist und in dem Mittelstädte wie Halberstadt, Quedlinburg, Staßfurt, Aschersleben und Bernburg liegen.